# Loop (Chicago)
Pour les articles homonymes, voir Loop.
Le Loop est l'un des 77 secteurs communautaires de la ville de Chicago dans l'Illinois (États-Unis). Il est situé en bordure du lac Michigan et constitue le deuxième plus important quartier d'affaires des États-Unis après Midtown Manhattan à New York.

## Présentation

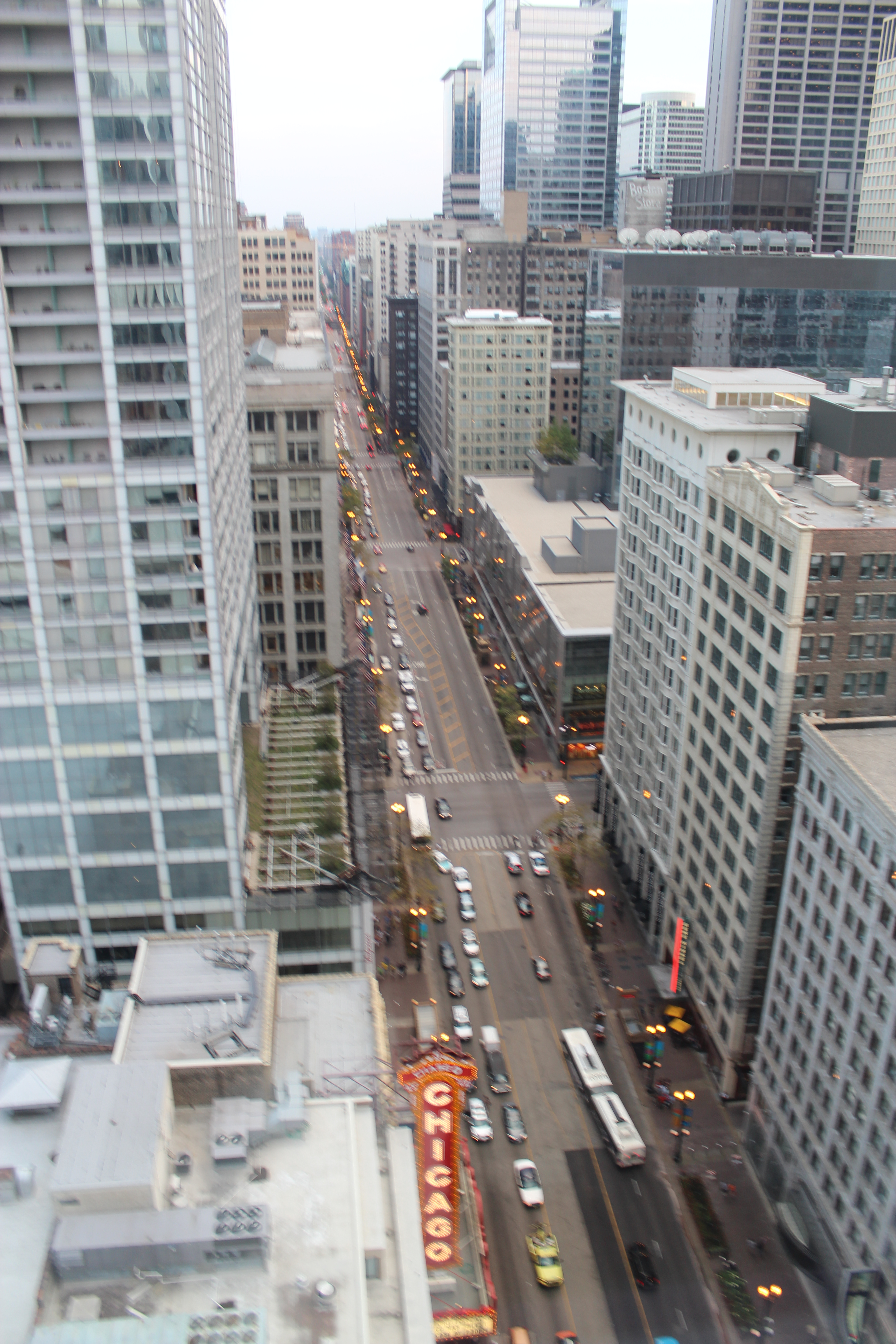
State Street.

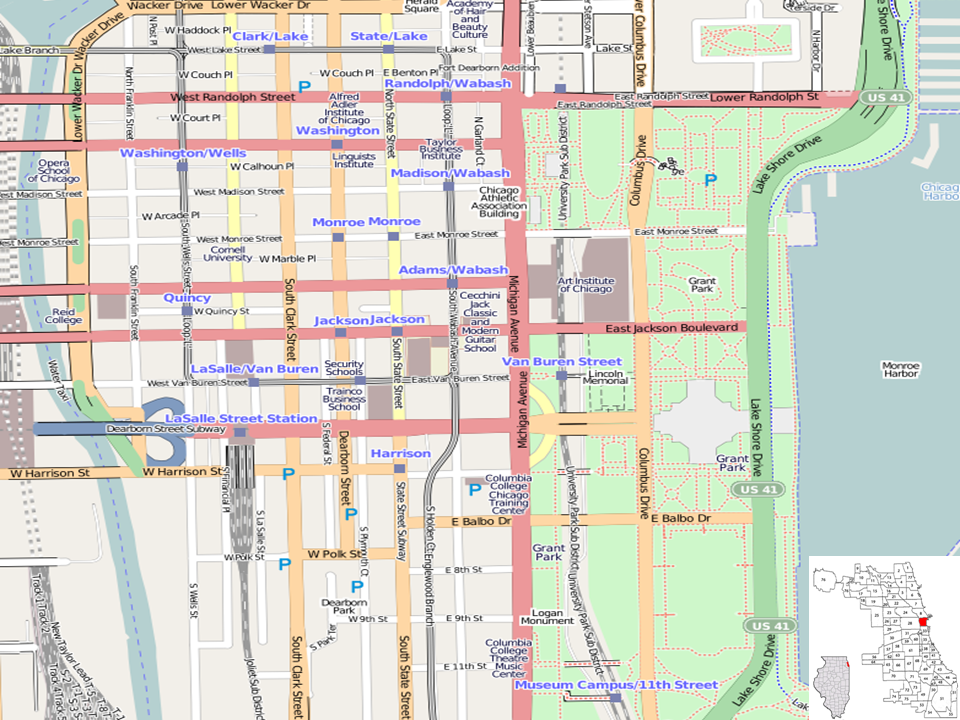
Plan du Loop.

Le Loop est bordé au nord et à l'ouest par la rivière Chicago, à l'est par le lac Michigan et au sud par la Roosevelt Road. Le secteur abrite ou a abrité de nombreux gratte-ciel, comme le Home Insurance Building, considéré comme le premier gratte-ciel au monde, et la Willis Tower (442 mètres), plus haut immeuble du monde de 1974 à 1998 et actuel second plus haut d'Amérique après le One World Trade Center à New York. Le système de numérotation des rues de la ville commence dans le Loop à l'intersection de State Street et Madison Street, marquant ainsi l'importance de ce quartier pour l'ensemble de la ville et de l'agglomération de Chicago.
Avec les secteurs de Near North Side (au nord) et Near South Side (au sud), le Loop constitue ce qui est connu comme étant « Downtown Chicago » (parfois appelé Central Chicago par les élus politiques et les habitants) qui est l'une des quatre sections géographiques qui divisent le vaste territoire de la ville de Chicago, et forme le deuxième plus important quartier des affaires des États-Unis après Manhattan à New York. Tracé par l'université de Chicago dans les années 1920, le Loop est le secteur communautaire numéro 32 de la ville et représente aujourd'hui le centre névralgique de Chicago, de l'agglomération voire de la région du Midwest. De très nombreux magasins et commerces ainsi que toutes les grandes institutions et organismes de la région s'y trouvent, de nombreuses grandes entreprises y ont leurs sièges et leurs bureaux.
Downtown Chicago s'étale sur environ 8 kilomètres de long entre les rives du lac Michigan et celles de la rivière Chicago et présente la particularité de posséder en son centre (dans le secteur du Loop) un réseau de rues qui s'enchevêtrent sur un triple niveau, dont quelques-unes sont réservées aux piétons et aux bicyclettes comme la Chicago Riverwalk, une promenade arborée en bordure de la rivière Chicago. Le secteur est délimité par la rivière Chicago au nord et à l'ouest, la route de Roosevelt au sud et le lac Michigan à l'est, bien que la frontière originale soit strictement le secteur encerclé par les voies élevées de la Chicago Transit Authority (CTA).
Il est relativement facile de se repérer dans Chicago, étant donné que les rues sont construites suivant un schéma rectangulaire avec le Loop du centre-ville au milieu. Le Loop doit son nom au métro surélevé (Union Loop) qui tourne en boucle autour du centre historique de Chicago. Ce secteur autrefois mal famé a laissé place aux centres financiers et aux immeubles qui constituent une partie de la skyline du centre-ville de Chicago.

## Histoire

### Grand incendie de 1871

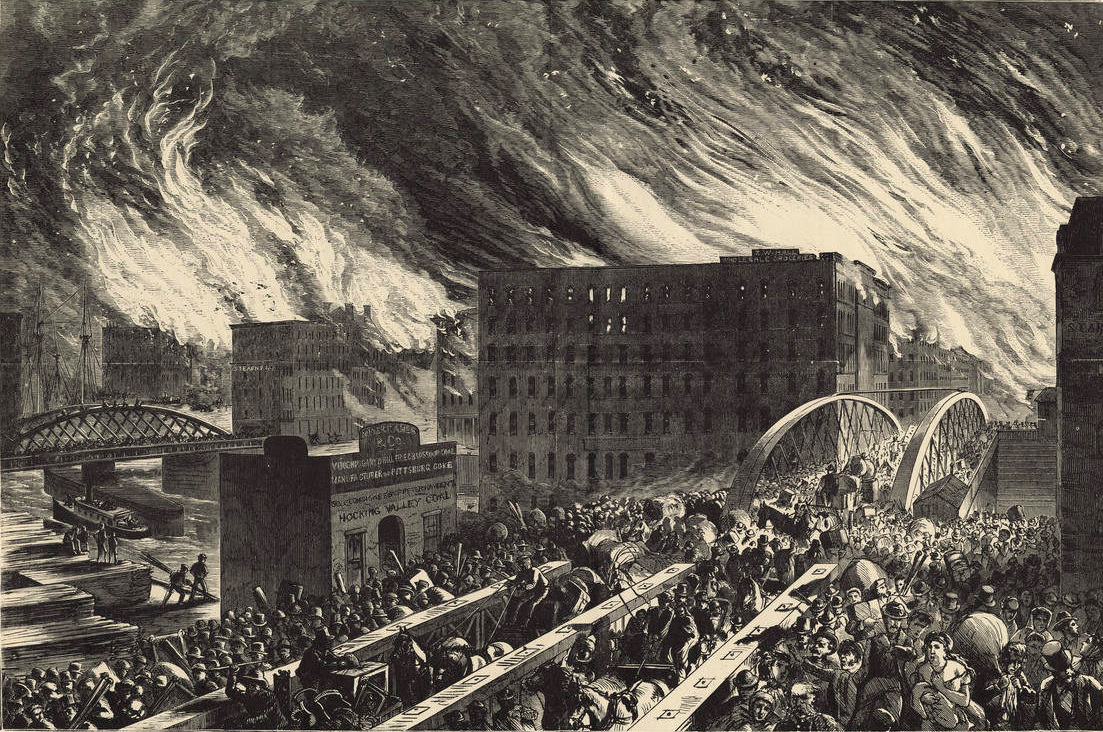
En 1871, la ville est détruite par les incendies les plus importants des États-Unis.

Entre le 8 et le 10 octobre 1871, un incendie dévastateur fait des centaines de victimes et détruit intégralement le centre-ville de Chicago. 300 personnes perdent la vie dans la tragédie et environ 100 000 personnes se retrouvent sans abri (environ 1/3 des habitants de la ville perdent tout dans l'incendie). Les deux tiers des structures de Chicago au moment de l'incendie étaient entièrement en bois.
Le feu a détruit une surface de 6 kilomètres (4 miles) par 1 kilomètre (3/4 miles), soit environ 9 km2 (2 000 acres). Cet espace comprenait plus de 120 kilomètres de route, 190 kilomètres de trottoirs, 2 000 lampadaires, 17 500 bâtiments et 222 millions de dollars (environ 4,7 milliards de dollars en 2020) en valeur foncière.
Malgré la dévastation causée par l'incendie, une grande partie de l'infrastructure physique de Chicago, comme ses systèmes d'eau, d'égouts et de transport, est restée intacte. À l'époque, Chicago se compose essentiellement de petits bâtiments et d'immeubles à quelques étages. Les autorités municipales décident d'organiser la ville sur des critères différents et de se lancer dans des projets urbanistiques et architecturaux qui transformèrent Chicago en ville la plus avancée du continent américain. Au cours des années 1880, les architectes jettent les bases d'une ville moderne avec les premiers bâtiments de grande hauteur à ossature d'acier. À partir de cet événement, Chicago voit la naissance des premiers gratte-ciel dans les années 1880.

### Incendie de 1874
Le 14 juillet 1874, un incendie éclate dans la moitié sud du Loop et ravage 19 hectares (47 acres). Le feu détruit 812 structures et 20 personnes perdent la vie. L'incendie de 1874 a eu lieu trois ans seulement après le Grand incendie de 1871.

### Origine du nom
L'origine de son nom, Loop, qui signifie en français « la boucle », semble provenir d'une ligne du tramway de Chicago (Chicago Surface Lines) qui, en 1882, faisait une boucle autour du quartier avant qu'il ne soit remplacé par une ligne du métro aérien de l'actuelle Chicago Transit Authority qui effectue toujours le même circuit.

## Transports
Le secteur du Loop est desservi par le vaste réseau de transports en commun de la Chicago Transit Authority (CTA) qui gère les bus et le métro de Chicago (lignes bleue, rouge, verte, brune, mauve, orange et rose). 
Se déplacer en voiture est relativement facile, en effet le secteur est desservi par plusieurs autoroutes et voies rapides, dont la Kennedy Expressway, la Dan Ryan Expressway, le Lake Shore Drive, l'Interstate 290 et l'Interstate 55 qui mènent vers les quartiers nord, sud et ouest de la ville et à destination des banlieues. Les nombreux taxis présents en ville sont facilement reconnaissables par leur couleur jaune et sont également un bon moyen pour se déplacer.
Plusieurs stations Divvy, le système de vélocation en libre service et en location longue durée, desservent le secteur.

## Lieux remarquables
- Aon Center
- Art Institute of Chicago
- Auditorium Building
- Blackstone Hotel
- Carbide & Carbon Building

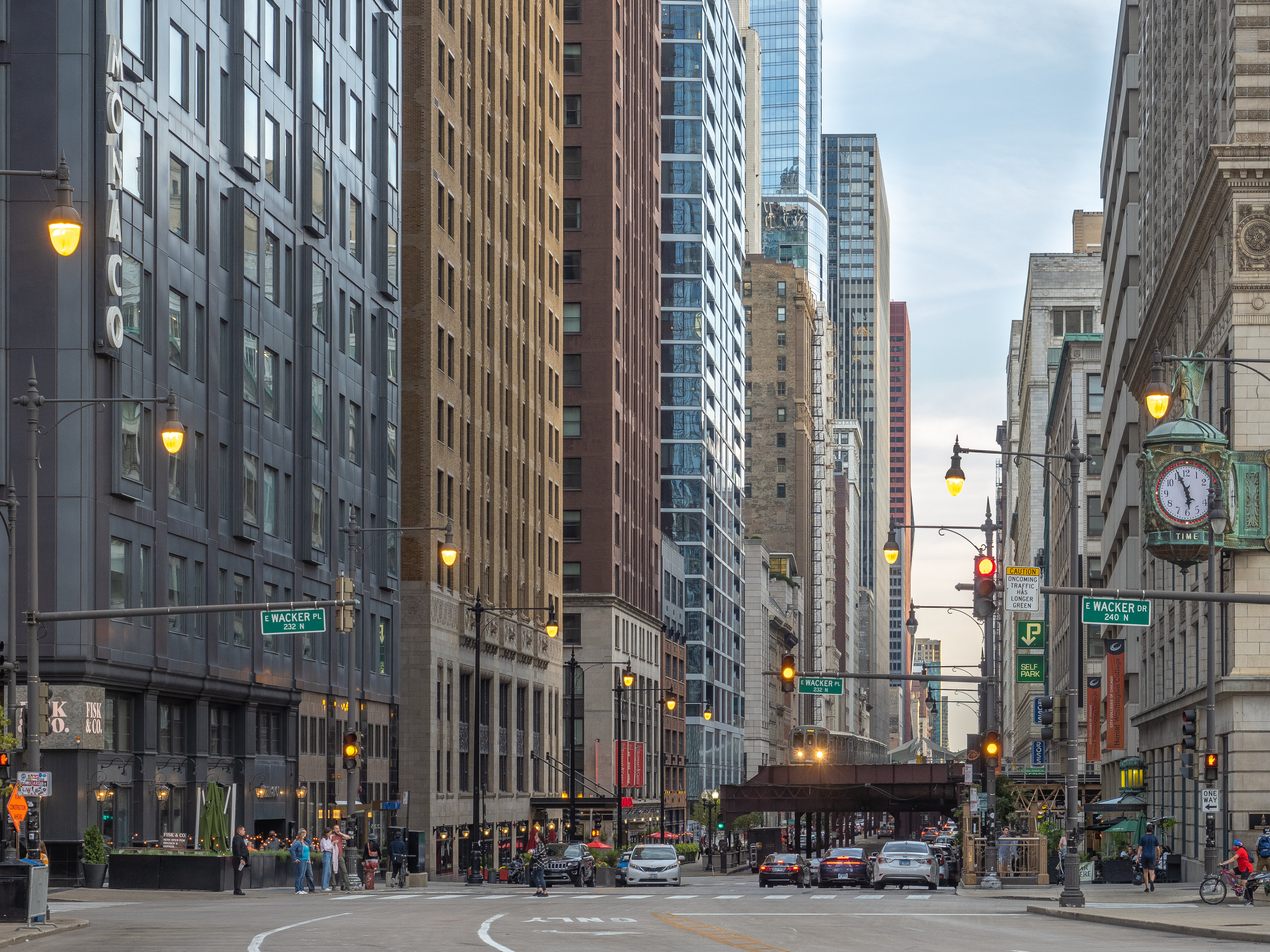
Intersection de Wabash Avenue et Wacker Drive.

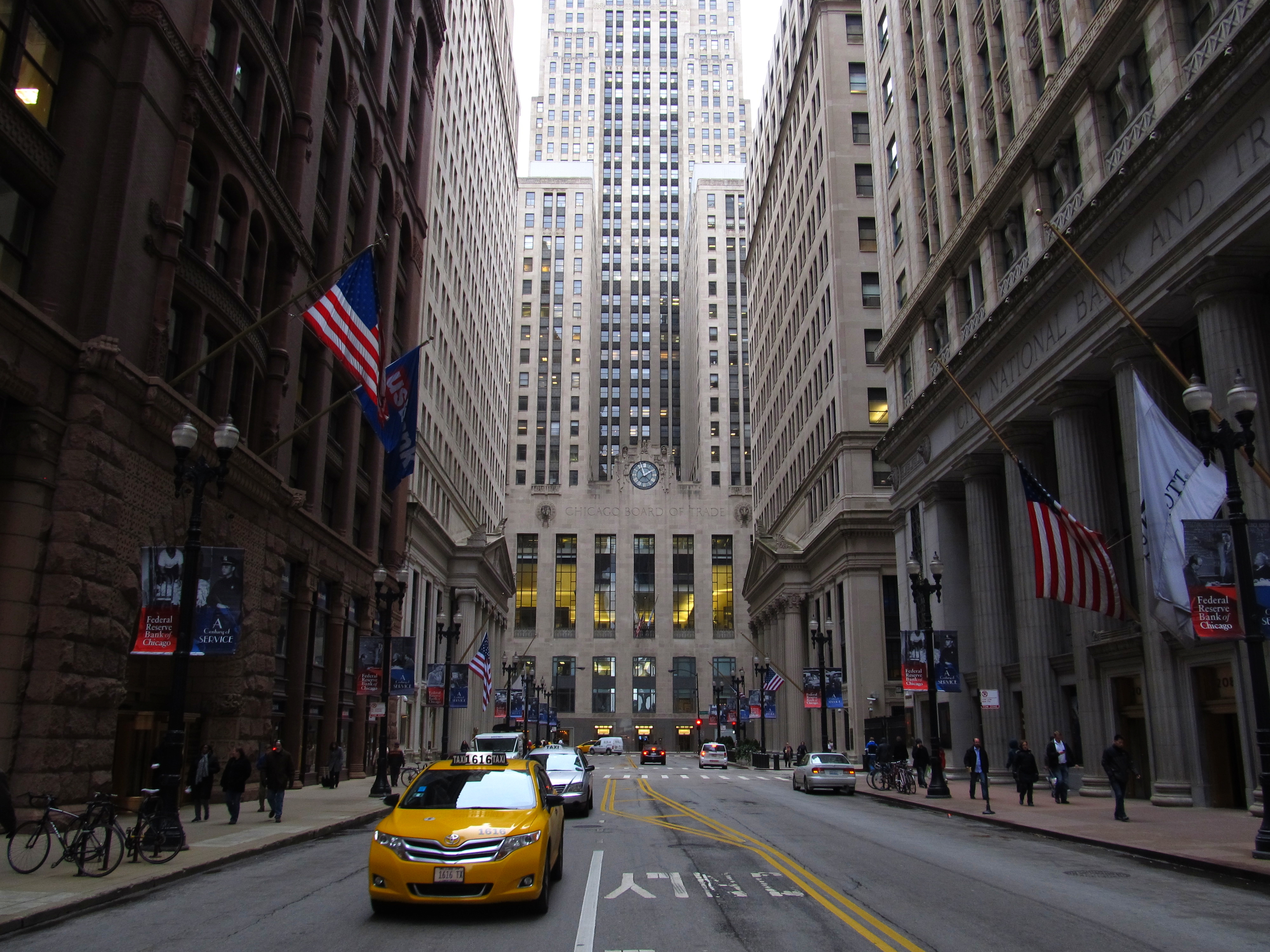
Chicago Board of Trade Building.

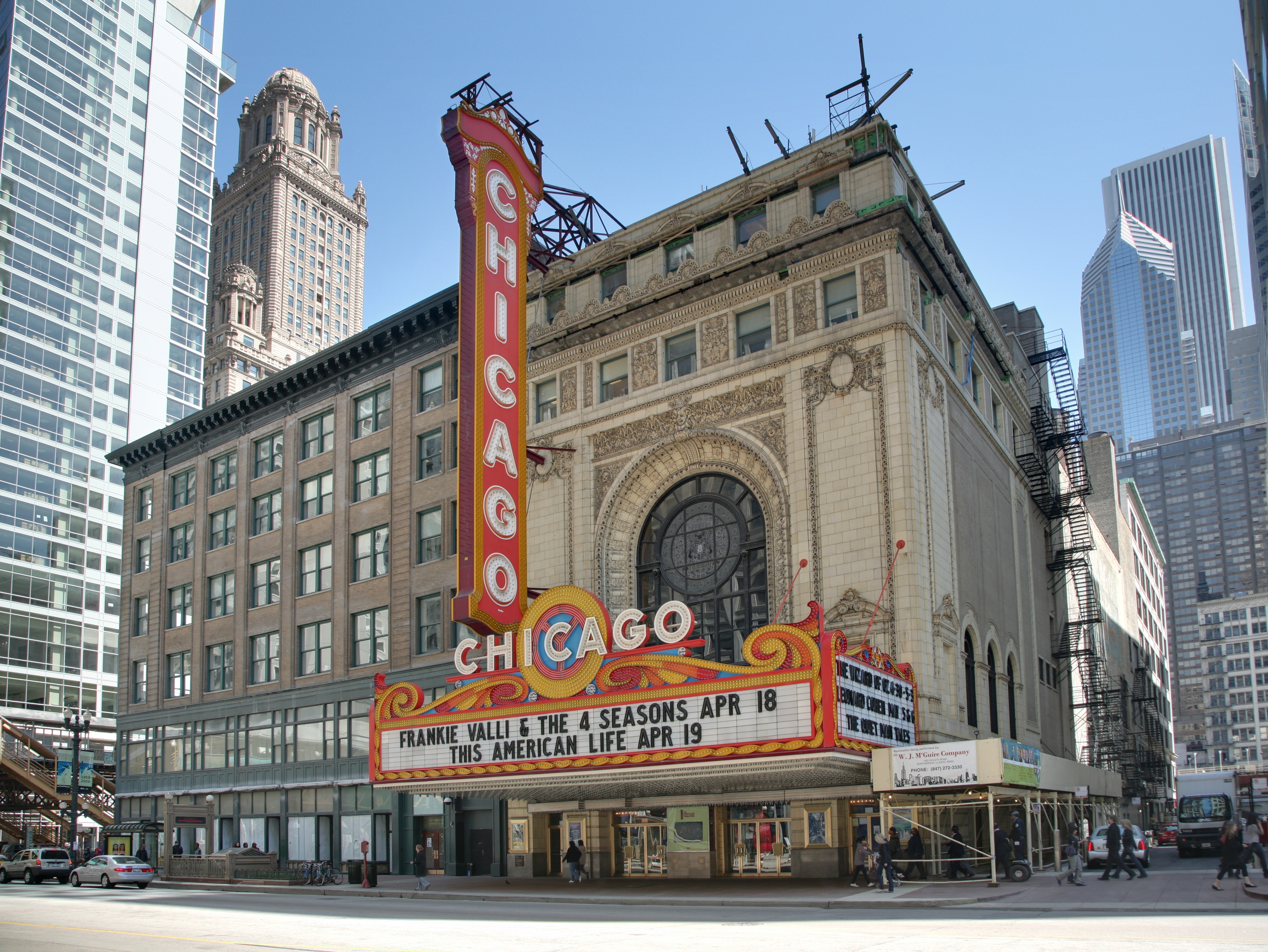
Chicago Theatre.

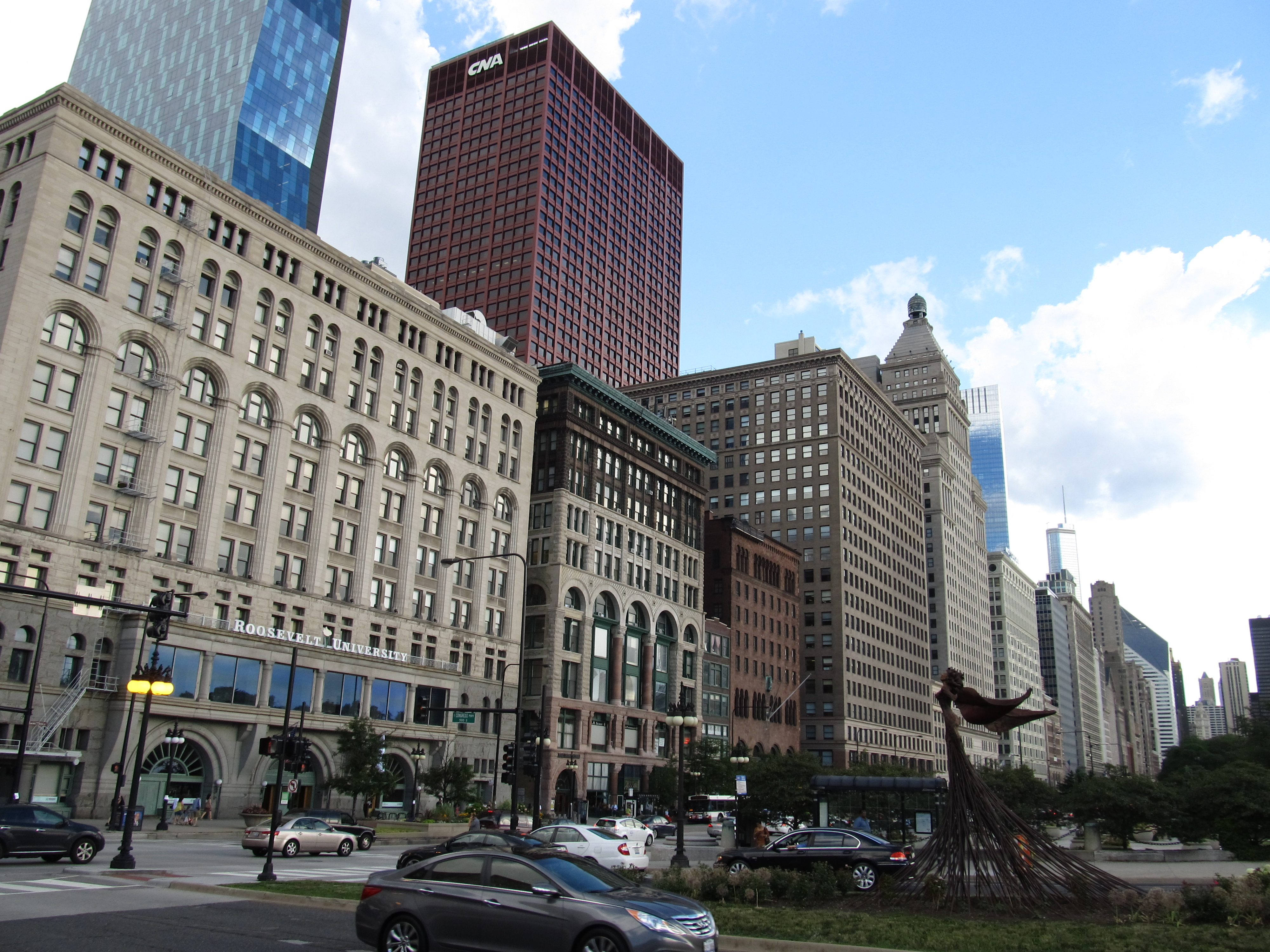
Historic Michigan Boulevard District.

- Carson, Pirie, Scott and Company Building
- Chicago Board of Trade Building
- Chicago Cultural Center
- Chicago Riverwalk
- Chicago Theatre
- Civic Opera House (abrite l'Opéra lyrique de Chicago)
- Fine Arts Building
- Grant Park • Millennium Park
- Harold Washington Library
- Harris and Selwyn Theaters du Goodman Theatre Center
- Hilton Chicago
- Historic Michigan Boulevard District
- Hôtel de ville de Chicago
- Railway Exchange Building
- Reliance Building
- Rookery Building
- Symphony Center (abrite l'Orchestre symphonique de Chicago)
- Willis Tower

## Quartiers
- New Eastside
- Printer's Row
- South Loop
- Wolf Point